# 迈尔维尔
迈尔维尔（法語：Mayreville，法語發音：[mɛʁvil] ⓘ）是法国奥德省的一个市镇，属于卡尔卡松区。

## 地理
迈尔维尔（43°14'22"N, 1°50'23"E）面积8.17 平方千米，位于法国奧克西塔尼大區奥德省，该省份为法国南部沿海省份，北起塔恩省，西北接上加龙省，西接阿列日省，南至东比利牛斯省，东临地中海，东北与埃罗省接壤。
与迈尔维尔接壤的市镇（或旧市镇、城区）包括：加雅拉塞尔沃、埃尔斯河畔派拉、佩什吕纳、埃尔斯河畔佩尔菲特、圣阿芒、圣塞尔南。
迈尔维尔的时区为UTC+01:00、UTC+02:00（夏令时）。

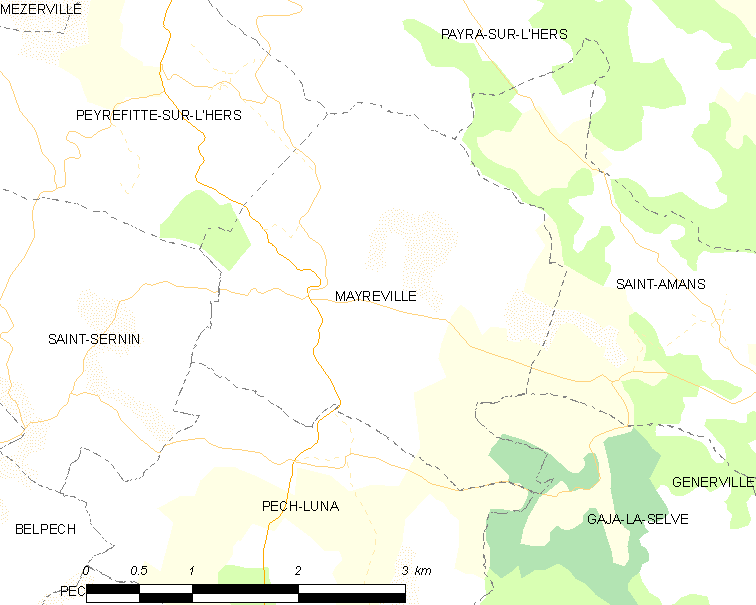
迈尔维尔的OSM定位图

## 行政
迈尔维尔的邮政编码为11420，INSEE市镇编码为11226。

## 政治
迈尔维尔所属的省级选区为拉皮耶日欧拉泽斯县。

## 人口

1962-2008年间迈尔维尔人口变化图示

迈尔维尔于2022年1月1日时的人口数量为86人。